# Oliaigua
Oliaigua (sopa menorquina), auch als Oliaigo bekannt, ist eine traditionelle menorquinische Suppe.
Grundsätzlich besteht Oliaigua aus Mineralwasser (Aigua) und Olivenöl (Oli), daher der Name, Salz und bestimmte Gemüse, wie Knoblauch, Paprika, Zwiebeln und Tomaten, werden gekocht, jedoch niemals so stark erhitzt, dass der Siedepunkt erreicht wird. Oliaigua kann serviert werden, indem man Scheiben hartes Brot in eine tiefe Schüssel gibt und sie dann mit dem frisch von der Hitze herrührenden Oliaigo tränkt. In der Zeit, wenn die Feigenbäume die Frucht tragen, wird Oliaigua auch mit Feigen zubereitet.

## Zutaten
Oliaigua enthält folgende Zutaten: Olivenöl, Zwiebel, Knoblauchzehen, Gemüsepaprika, Birnentomaten, Petersilie, Mineralwasser, Scheiben von Roggenbrot, Salz und Pfeffer.